# 金山集福宮
24°46′38″N 121°01′19″E / 24.777275°N 121.021968°E
金山集福宮、或稱金山里集福宮，簡稱集福宮，是位於臺灣新竹市東區金山里的土地祠，合祀興建新竹科學工業園區第三期而被迫拆遷的六尊福德伯公。

## 建立
新竹市東區關東橋訓練中心附近，原有一座名為「上庄伯公」的伯公廟，祭祀圈包含上庄與風空地區。從日治時期到戰後時期初，此廟都由鄰長輪流當爐主收緣金和負責平安戲。農民也組成土地公會，在每年二月初土地公生以及八月半，由每位會員必須出一斤豬肉輪流請客。清華大學教授李丁讚調查，與仙水里的皮鞋場伯公、金山里的龍尾伯公、楓樹伯公、三角伯公、水頭伯公等同樣被竹科學園區徵收的伯公廟相較，上庄伯公最具規模，其他都只有石頭、或牌子、或相片。
當竹科園區三期徵收，摧毀當地十餘個伯公廟。其中金山里的伯公廟也被徵收，當地鄉民認為造成該地屬於陰廟的義勇忠祠壓過了土地公的陽廟，因此竹科的工地作業才不順。為順應民情，台積電、聯電、力晶、茂德、光磊等廠商捐錢，建立一座將土地公集中祭拜的廟宇。當地市議員羅文熾表示將皮鞋場伯公、龍尾伯公、楓樹伯公、三角伯公、水頭伯公、上庄伯公等集中，廟名取為「集福宮」，相當名副其實。1995年4月6日落成，坐落在竹科三期的配地上。新廟設立誇張的遮雨棚以及華麗的戲台，但也被質疑傳統生活形式是否還能存在。
本來風空開山伯公廟也要遷來此廟，但集福宮廟方以無法容納、不須其他經費補助為理由，婉拒以新台幣25萬元遷入。

## 祭祀
竹科廠商們拜土地神，是園區成立以來就有的習俗。一、二、三期內的廠商，各有各祭拜的土地公，一期廠商大都以位於關東橋派出所旁的槺榔福德宮為主，科管局與污水廠附近廠商則祭祀污水廠圍牆外的文瓊山土地公，三期則是集福宮。
傳說聯電某晶圓廠曾位於伯公廟舊址，後來發生一次生產線運轉意外，主管到集福宮祭拜後，產線就順暢，竹科業界得知後，紛跟著去拜，因而香火鼎盛。逢農曆初二、十六，附近廠商業者會準備祭品到這廟或週邊幾個伯公廟祭拜。在春節開工、中元都有竹科廠商高層主管親來祭拜，在門口的小吃攤業者表示就曾經看過聯電、旺宏、華邦、茂德及光磊等高層前來。像是聯電執行長孫世偉每年開工都來此手持大香祈福，連燒金紙也都自己來。在鬼月期間，此廟更香火旺盛，像是中大型的科技廠商，甚至半導體廠商24小時機台無休者，會分批分單位輪流前往祭拜，但也非每家公司都會要求員工一定要前往，而是採自由參加，最常見的是由各廠或各部門主管帶隊，準備成堆的供品，一起上香祈福。一位茂德員工表示，同仁們都說這廟很靈，除中元普渡會來上香外，平日也會前往拜拜，尤其是機台不順、或同仁家中發生意外事故時。茂矽、德碁等廠商也曾請歌仔戲在廟前表演平安戲。
1998年11月2日下午約4點半，國科會副主委蔡清彥為祈求衛星升空順利，率領團體來此廟祭拜，受廟宇主委吳慶杰歡迎。福爾摩沙衛星一號升空後，吳慶杰回憶起當年見到蔡清彥一行等15位人前來，感覺真讓他受寵若驚。